# Sutton Bingham
Sutton Bingham är en by i civil parish Closworth, i enhetskommunen Somerset, i grevskapet Somerset, i England. Byn är belägen 5 km från Yeovil. Sutton Bingham var en civil parish fram till 1933 när blev den en del av Closworth. Civil parish hade 59 invånare år 1931. Byn nämndes i Domedagsboken (Domesday Book) år 1086, och kallades då Sutone/Sutona.